# Marcos Redondo
Pour les articles homonymes, voir Redondo (homonymie).
Marcos Redondo (né à Pozoblanco dans la province de Cordoue le 24 novembre 1893 et mort le 17 juillet 1976 à Barcelone) est un chanteur baryton espagnol, spécialisé dans le genre lyrique espagnol zarzuela. Il a été également compositeur. Le conservatoire de musique de Ciudad Real Conservatorio Profesional de Música porte son nom.

## Biographie
Il a étudié avec I.Tabuyo à Madrid et avec Bettinelli et Franceschi à Milan. Il fait ses débuts professionnels en 1919 en chantant La Traviata au Gran Teatro de Madrid.

## Discographie

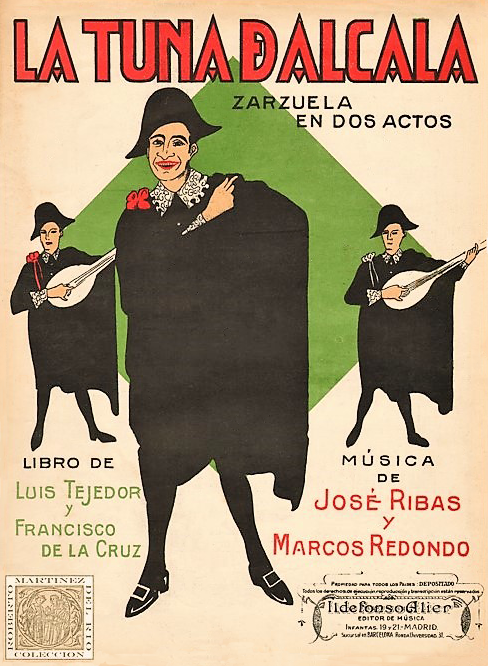
La Tuna de Alcalá (1926).

La discographie de Redondo est très variée, les opéras étant assez rares. Les zarzuelas sont très nombreuses, atteignant cinq cents titres. Parmi ceux-ci, il convient de souligner La revoltosa, La verveine de la Paloma et La Reina Mora, sortis sur des labels comme Odeon, Columbia et Regal. Il a également enregistré de nombreuses romances, dont La tempestad, La Pastorela, El Grumete et El Oath, entre autres. Enfin, il existe des chansons de nature diverses également enregistrées sur les labels susmentionnés.
- Un gran divo : Marcos Redondo. Barcelona: Radio Barcelona, 1974.